# بنة رزان (شوي بانة)
بنة رزان (بالفارسية: بنه رزان) هي قرية تقع في إيران في البلدة المركزية. يقدر عدد سكانها بـ 856 نسمة بحسب إحصاء 2016.